# Colle di Val d’Elsa
Colle di Val d’Elsa település Olaszországban, Toszkána régióban, Siena megyében. Lakosainak száma 21 550 fő (2023. január 1.). Colle di Val d’Elsa Casole d’Elsa, Monteriggioni, Poggibonsi, Volterra és San Gimignano községekkel határos.

## Népesség
A település lakossága az elmúlt években az alábbi módon változott:
| Lakosok száma | 21 512 | 21 651 | 21 550 |
|               | 2017   | 2018   | 2023   |

## Közlekedés

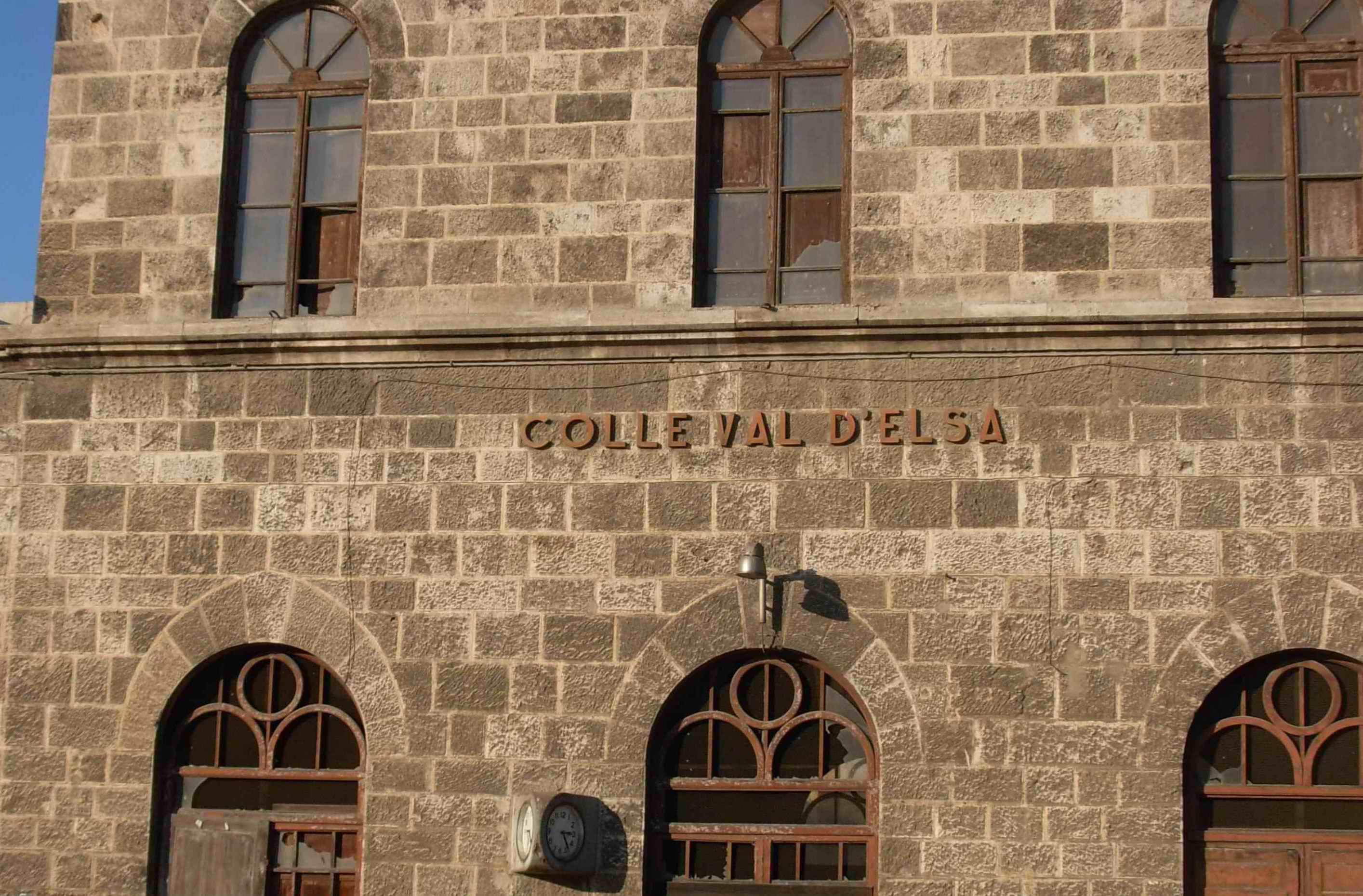
Az vasútállomás épülete

1885-től Colle di Val d'Elsa a Poggibonsi-Colle Val d'Elsa-vasútvonalon keresztül csatlakozott az Empoli és Chiusi közötti vasútvonalhoz. A személyszállítást 1982-ben megszüntették, a vonalat pedig 1993-ban felszámolták.